# Вице-председатель Объединённого комитета начальников штабов
Вице-председатель Объединённого комитета начальников штабов (ОКНШ) – второй по рангу офицер в вооружённых силах США, выше него по рангу только председатель ОКНШ. Он стоит выше всех начальников родов войск, но не осуществляет оперативного командования над ними. Как и председатель ОКНШ он не осуществляет никакого командования над боевыми силами, цепочка командования идёт от президента к министру обороны к главам единых командований. Он помогает председателю ОКНШ в выполнении его обязанностей. В отсутствие председателя ОКНШ вице-председатель председательствует на заседаниях ОКНШ, выполняет все обязанности предусмотренные параграфом 153 главы 10 кодекса США и может исполнять другие обязанности, которые возлагает на него президент, председатель ОКНШ и министр обороны. Основные должности вице-председателя описываются как: «надзор над общими требованиям к вооружённым силам, представление вооружённым сил на собраниях в Совете национальной безопасности, выполнение других обязанностей, указанных председателем».

## Описание
Кандидатура вице-председателя выдвигается президентом США из любых регулярных родов войск и должна быть утверждена большинством голосов сенаторов в Сенате США. Председатель и вице-председатель не могут быть из одного вида вооружённых сил, хотя президент может временно обойти это ограничение с целью организованной передачи этих постов. Вице-председатель избирается на один четырёхлетний срок по усмотрению президента и не может быть повторно назначен на дополнительные сроки, кроме как во время войны или чрезвычайного положения в стране, когда нет ограничений на число переназначений офицеров.
Вице-председатель не может быть назначен на пост председателя или на любую генеральскую позицию в вооружённых силах пока президент не решит что это в интересах нации. Вице-председатель вступает в должность 1 октября каждого нечётного года, но он не может принять пост в том же году, что председатель. Вице-председатель должен находиться в звании генерала или адмирала.
Пост вице-председателя был учреждён согласно закону Голдуотера-Николса в 1986 году с целью централизовать  цепь подчинения военных советников президента, министра обороны и Совета национальной безопасности.  Изначально вице-председатель не был членом Объединённого комитета начальников штабов но согласно закону о разрешении на национальную оборону на 1992 финансовый год вице-председатель вошёл в состав комитета. Также вице-председатель находился на своём посту по два года, но закон о разрешении на национальную оборону на 2017 финансовый год удлинил этот срок до четырёх лет, кроме этого вице-председатель более не мог занимать пост председателя, начиная с 1 января 2021 года. Также это закон установил дату начала срока полномочий. До этого должность занималась всякий раз, когда предыдущий владелец покидал свой пост.

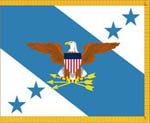
Флаг вице-председателя с золотой бахромой.

Образец флага вице-председателя был утверждён министром обороны Каспаром Уайнбергером 20 января 1987 года. Флаг белый с диагональной широкой синей полосой от верхнего левого до нижнего правого угла. В центре флага изображен американский белоголовый орлан с горизонтально расправленными крыльями соответствующих цветов. Когти сжимают три скрещенные стрелы. На груди орла щит с голубым венцом и тринадцатью красными и белыми полосами. По диагонали верхнего правого до нижнего левого угла  идут четыре пятиконечные звезды, средние синие на белом, две над орлом и две под ним. Бахрома желтая; шнур и кисточки среднего синего и белого цвета.

## Список вице-председателей
С 20 декабря 2021 года пост занимает адмирал Кристофер У. Грейди. Он 12-й вице-председатель на этом посту.
| Номер | Изображение | имя                                      | Время на посту  | Время на посту  | Время на посту | Род войск      | Председатель ОКНШ             |
| Номер | Изображение | имя                                      | Начало          | Конец           | Дни службы     | Род войск      | Председатель ОКНШ             |
| ----- | ----------- | ---------------------------------------- | --------------- | --------------- | -------------- | -------------- | ----------------------------- |
| 1.    |             | Генерал Роберт Херрес (1932–2008)        | 6 февраля 1987  | 28 февраля 1990 | 1457           | ВВС            | Уильям Кроу Колин Пауэлл      |
| 2.    |             | Адмирал Дэвид Иеремия (1934–2013)        | 1 марта 1990    | 28 февраля 1994 | 1461           | ВМС            | Колин Пауэлл Джон Шаликашвили |
| 3.    |             | Адмирал Уильям Оуэнс (род. 1940)         | 1 марта 1994    | 27 февраля 1996 | 1142           | ВМС            | Джон Шаликашвили              |
| 4.    |             | Генерал Джозеф Рэлстон (род. 1943)       | 1 марта 1996    | 29 февраля 2000 | 729            | ВВС            | Джон Шаликашвили Хью Шелтон   |
| 5.    |             | Генерал Ричард Майерс (род. 1942)        | 29 февраля 2000 | 1 октября 2001  | 639            | ВВС            | Хью Шелтон                    |
| 6.    |             | Генерал Питер Пэйс (род. 1945)           | 1 октября 2001  | 12 августа 2005 | 2190           | Морская пехота | Ричард Майерс                 |
| 7.    |             | Адмирал Эдмунд Джиамбастьяни (род. 1948) | 12 августа 2005 | 27 июля 2007    | 1460           | ВМС            | Ричард Майерс Питер Пэйс      |
| 8.    |             | Генерал Джеймс Картрайт (род. 1949)      | 31 августа 2007 | 3 августа 2011  | 1450           | Морская пехота | Майкл Маллен Мартин Демпси    |
| 9.    |             | Адмирал Джеймс Уиннефельд (род. 1956)    | 4 августа 2011  | 31 июля 2015    | 1458           | ВМС            | Мартин Демпси                 |
| 10.   |             | Генерал Пол Сельва (род. 1958)           | 31 июля 2015    | 31 июля 2019    | 1200           | ВВС            | Мартин Демпси Джозеф Данфорд  |
| 11.   |             | Генерал Джон Хайтен (род. 1959)          | 21 ноября 2019  | 19 ноября 2021  | 1460           | ВВС            | Марк Милли                    |
| 12.   |             | Адмирал Кристофер Грейди (род. 1962)     | 20 декабря 2021 | в должности     | 1460           | ВМС            | Марк Милли                    |

## Вице-председатели по роду войск
- ВВС: 5
- ВМС: 5
- Морская пехота: 2
- Армия: ни одного
- Космические войска: ни одного
- Береговая охрана: ни одного